# Alexandre Larose
Alexandre Larose (Montreal, 1978) es un cineasta experimental y artista franco-canadiense.

## Biografía
Alexandre Larose se licenció en Ingeniería Mecánica en la Universidad de Sherbrooke (2001). Mientras se formaba como ingeniero comenzó a experimentar con películas en formato de super 8 al tiempo que también cursaba estudios cinematográficos: Escuela de Cine Mel Hoppenheim primero, y Universidad Concordia después, donde se licenció en 2013 en Artes de Estudio y Producción Cinematográfica.
La obra de Larose se ha proyectado internacionalmente desde 2006, aunque su trabajo se remonta a principios del siglo XXI. Su práctica cinematográfica investiga los fenómenos de la apariencia y la representación según la captación efectuada por medio de la cámara y el celuloide. Su trabajo se basa en una metódica disección de capas, que aplica tanto a lo filmado como a la técnica empleada, en donde explora los límites de la percepción mediante bucles, repeticiones y movimientos que resultan en «películas altamente pictóricas».
Entre los premios recibidos a lo largo de los años se encuentran el Premio Fuji del EXiS Experimental Film and Video Festival en Seúl, el Gran Premio del Festival du nouveau cinéma de Montreal o el Premio Internacional del Jurado a la mejor película del Kurzfilm Festival Hamburg en 2015 con su película Brouillard–Passage #14. Su trabajo se ha proyectado a lo largo de América, Europa y Asia, como en el George Eastman House y el New York Film Festival en Estados Unidos, el Festival Internacional de Cine de Toronto en Canadá, el Festival Internacional de Cine de Róterdam en los Países Bajos, y en Alemania, República Checa, Rusia, España o Japón, entre muchos otros.

## Filmografía
Relación no exhaustiva:
- 930 (2006)
- Artificies #1 (2007)
- J. (documental, 2009)
- Portrait de la Place Ville Marie (documental, 2011)
- Contre-oeil: périphéries de la cinétique (2012)
- Brouillard: Passage #14 (2014)